# Fanefjord Kirke
Fanefjord Kirke, fra omkring 1300, er en hvidkalket kirke opført i munkesten ved Fanefjord, højt og frit beliggende på Vestmøn med udsigt over Fanefjord og Grønsund. Kirken er særlig kendt for sine mange kalkmalerier. Kirken er den yngste af Møns middelalderlige stenkirker. Den består af et langhus, et tårn i vest og et våbenhus i nord. Langhusets vestre del er det mere end syv meter høje kirkeskib bygget i sidste halvdel af 1200-tallet. De nuværende krydshvælv er fra slutningen af 1400-tallet og langhuskoret fra begyndelsen af 1500-tallet. Kirkens rundbuede vinduer stammer formentlig fra en istandsættelse i 1724. I 1825 blev kirken købt af Klintholm gods og var i godsets ejerskab i næsten 100 år.
En halv kilometer syd for kirken ligger den store langdysse Grønsalen (også kaldet Grønjægers Høj).

## Kirkens inventar
Prædikestolen er af samme type som Elmelunde Kirkes, og den er formentlig udført af samme billedskærer fra omkring 1645.
Døbefonten er senromansk (1175-1275) af gotlandsk, rød- og hvidflammet kalksten. Kummen er firkløverformet. Soklen har form som fire sammenstillede søjler. Foden er dækket af gulvet.
- Prædikestolen
- Døbefonten

## Kalkmalerier
I 1929 blev der på korbuen afdækket flere højgotiske kalkmalerier fra omkring 1350 med blandt andet fire cirkler med evangelisterne. Omkring år 1500 har Elmelundemesteren og hans medhjælpere dekoreret vægge og de otte hvælv med motiver fra “Biblia Pauperum”, fattigmandsbibelen. Elmelundemesteren er en af de kendteste kalkmalerimestre fra middelalderen og renæssancen. Han har også udført billeder i Keldby Kirke, Elmelunde Kirke, Tingsted Kirke, Nørre Alslev Kirke og Aastrup Kirke.

## Kirkegården
På kirkegården ligger digteren Hans Thomesen Stege begravet. Han var præst her fra 1610 til sin død i 1628. Johan Paludan var sognepræst her 1788-1821. Johan Paludan rejste i 1791 på kirkegården en granitstøtte til minde om sin far, sognepræst Hans Jacob Paludan. Fra kirkegården er der udsigt over Fanefjord, der fra Grønsund snor sig næsten helt ind til kirken.

## Galleri
- Fanefjord Kirke
- Kalkmalerier i kirkens skib
- Vue over bænke og prædikestol
- Kalkmalerier
- Kalkmalerier